# Edinburgh House
Das Edinburgh House, heute Max-Kade-Haus, ist ein unter Denkmalschutz stehendes Wohnhaus in Berlin-Westend. Ursprünglich beherbergte es das Gästehaus der britischen Militärregierung, heute ist es ein internationales Studierendenwohnheim. Westlich an das Gebäude grenzt das Deutschlandhaus, aus dem der britische Rundfunksender British Forces Network von 1945 bis 1954 gesendet hatte und in dem danach der Sender Freies Berlin die neu gegründete Fernsehabteilung einrichtete.

## Geschichte
Das ursprüngliche Edinburgh House wurde  von der  Senatsverwaltung für Bau- und Wohnungswesen für Beamte der britischen Militärregierung unter anderem mit Werner Düttmann als Architekten von 1960 bis 1962 erbaut. Nach der Fertigstellung wurde es als Transithotel mit 60 Betten auf 50 Zimmern in Betrieb genommen. Bis 1995 war es das Gästehaus der britischen Militärregierung und Hotel für britische Offiziere. Von 1982 bis 1983 wurden die Fassaden instand gesetzt und mit einem betonfarbigen Anstrich versehen. Bei dem Unterfangen wurden zudem die Keramikelemente der Balkonbrüstungen durch Aluminiumelemente und die Holzfenster durch Aluminiumfenster ersetzt. Bei Renovierungsarbeiten 1989 wurde die Farbgestaltung verändert und ein Fahrstuhlturm angebaut. Anfang 1994 wurde das Edinburgh House geschlossen.
Das Internationale Studienzentrum als Wohnheim und Begegnungsstätte für ausländische Austauschstudierende wurde nach dem Abzug der britischen Streitkräfte auf Anregung von Helmut Kohl und François Mitterrand in dem Gebäude ins Leben gerufen und wird heute durch das Studierendenwerk Berlin betrieben.

## Beschreibung
Der Stahlbetonskelettbau mit Dachterrasse besteht aus sechs Geschossen und ist vor den Balkonen und vor mehreren Fenstern mit weißen Keramikplatten verziert. Es bildet mit dem angrenzenden Deutschlandhaus und Amerikahaus – beide 1927 bis 1930 von dem Architekten Heinrich Straumer für Hotels, Cafés, Läden und dem Kino Oberon errichtet – eine denkmalgeschützte Gesamtanlage. Die Brüstungen unter den Fenstern waren in blauer Farbe gehalten, wurden aber bei der Renovierung 1982 bis 1983 in grau und weiß gestrichen. An der östlichen Fassade ist ein einzelnes Treppenhaus eingegliedert. Auf der Dachterrasse befindet sich ein Dachaufbau, der den Lichthof einfasst. Das Erdgeschoss ist zur Straßenseite hin verglast.